# Василевский, Николай Александрович (генерал)
Никола́й Алекса́ндрович Василе́вский (19 февраля (2 марта) 1852 — 6 (19) августа 1914) — русский генерал-лейтенант, участник русско-японской войны.

## Биография
По окончании курса в Николаевском кавалерийском училище в 1871 года произведён в корнеты в 3-й Смоленский уланский полк, с которым участвовал в русско-турецкой войне 1877—1878 годов и награждён орденом св. Станислава 3-й степени с мечами и бантом. В 1878 году окончил курс Николаевской академии Генерального штаба (по ускоренному выпуску без экзамена из старшего класса) и в 1879 году переведён в Генеральный штаб. В 1881 году произведён в капитаны и назначен состоять для поручений при штабе 3-го армейского корпуса. Произведённый в 1889 году в полковники, Василевский был назначен начальником Тверского кавалерийского юнкерского училища, а в 1895 году — командиром 42-го драгунского Митавского полка.
Произведённый в 1898 году в генерал-майоры Василевский был назначен генералом для поручений при командующем войсками Приамурского военного округа. В 1900 году Василевский был назначен начальником штаба 1-го Сибирского корпуса, а с открытием военных действий против Китая — начальником штаба Печилийского отряда Н. П. Линевича. С этим отрядом Василевский участвовал 23 июля (4 августа) 1900 года во взятии укреплённой позиции под Бейтаном, 24 июля (5 августа) того же года — в бою под Янцунем, а 30 июля (12 августа), по приказанию Линевича, произвёл скрытую рекогносцировку подступов к Пекину со стороны Императорского канала. Командуя разведывательным отрядом (в составе трёх рот, полубатареи артиллерии, двух пулемётов и полусотни казаков), Василевский в ночь 1 (14) августа внезапным нападением овладел Тунмынскими (Восточными) воротами Пекина, разбив их гранатами под перекрёстным огнём со стен, и первым вошел через эти ворота на стену; утвердившись на ней на протяжении 150 саженей, Василевский в течение 6 часов держался до прибытия главных сил. В 10 часов утра, проходя по стене, Василевсий был ранен пулей в грудь навылет. За это дело 12 (25) августа 1900 года он был награждён орденом св. Георгия 4-й степени, а в 1901 году за отличие в делах против китайцев — орденом св. Владимира 3-й степени с мечами. По окончании войны Василевский был назначен в распоряжение командующего войсками Варшавского военного округа, а затем — начальником Варшавской местной бригады. На этой должности он пробыл до начала войны с Японией, когда был назначен в распоряжение наместника его императорского величества на Дальнем Востоке и занимал должности: начальника обороны города Харбина; начальника дружин государственного ополчения; начальника Восточно-Сибирских запасных батальонов и начальника санитарной части 3-й Маньчжурской армии. После войны Василевский состоял в распоряжении командующего войсками Варшавского военного округа и 7 (20) декабря 1906 года был произведён в генерал-лейтенанты, с увольнением, по болезни, от службы с мундиром и пенсией.
Василевским составлены: «Руководство для штаб-офицеров и капитанов, подвергающихся испытанию при зачислении в кандидаты на должность уездного воинского начальника» и «Справочная книга для уездных воинских начальников» (выдержала 5 изданий).
Награждён всеми Российскими орденами до ордена св. Станислава 1-й степени включительно.
Николай Александрович Василевский скоропостижно скончался 6 (19) августа 1914 года.